# Yarda Helešic
Jaromír Helešic (Yarda Helešic, * 16. března 1974 Praha) je český hudebník, kytarista a producent. Již od devíti let se věnoval hře na kytaru a později studoval klasickou kytaru na Pražské konzervatoři pod vedením profesora Milana Zelenky. Jeho otec je jazzový perkusista a bubeník Jaromír Helešic. Yarda Helešic se proslavil jako kytarista skupiny Support Lesbiens, se kterou hrál 10 let. Po odchodu z kapely se zaměřil na producentskou činnost ve studiu na Barrandově a spolupracuje s mnoha českými umělci, jako jsou Alice Springs, James Cole, Jan Čechtický, Prago Union, Kabát či Ohm Square.

## Hudební kariéra
V začátcích ho nejvýrazněji ovlivňovala tvorba umělců Paco de Lucia, Eddie Van Halen, Steve Vai, Frank Zappa a Prince.  Helešic byl nakloněn nejdříve k punku, ke kapelám jako Sex Pistols, The Clash, Dead Kennedys, The Cure či Guns N' Roses. Punková byla i první kapela, kterou založil během studií na konzervatoři Vasques 2, stejně jako jeho další kapela Bad Joke. Ta na začátku 90. let objížděla kluby a festivaly.
Po ukončení Pražské konzervatoře nastoupil do hudební skupiny Support Lesbiens, pro kterou napsal několik hitů a kde působil do roku 2004 nejen jako muzikant ale i jako producent. Dále hrál a hostoval v kapelách Alice Springs Blues Band, Skleník, Lab on Fire, Prago Union nebo Kashmir 941.
Yarda Helešic produkoval debutové album Little Black Book Michala Motyčky alias NiceLand. V roce 2009 spolupracoval s rapperem Jamesem Colem, Ristem Sokolovskim a Jiřím Stivínem mladším na projektu „Kapitán Láska“, který kombinoval prvky rocku, funku a hip-hopu. Následně si ho jako producenta dlouho odkládané desky Do pekla/do nebe, vybrala skupina Kabát.. Dále produkoval a spoluprodukoval: Evergreen (100°C), Sektor 10 (Post It), Love Vole (Doga), No Name Tour 2006 (No Name), Hodina (Bůhví), Vsaď na černou (Rituály), Pusť to po vodě (Marie Tilšarová) a mnoho dalších.
Průběžně vytváří i hudbu pro televizní reklamní spoty a další audiovizuální díla, jako např. hudbu pro film Anděl Exit nebo sound design televizních stanic Nova Sport. Mezi jeho další klienty patří např. Coca-Cola, Škoda Auto, O2 Czech Republic, Prazdroj nebo Komerční banka.[zdroj⁠?!]
Živě hraje na kytary Fender Stratocaster vintage reissue '57 nebo Ibanez GB-10, které pres efekty Cry Baby Wah a TC Electronic Flashback delay zapojuje do 30W komba Fender HotRod Deluxe. Pro akustické hraní používá kytaru Gibson CL-20.